# Millennium Fever
Millennium Fever är ett musikalbum från 1994 av den brittiska musikgruppen Apollo 440. Musikalbumet, Apollo 440s debutalbum, lanserades 17 november 1994 av skivbolagen Stealth Sonic Recordings och Epic Records.

## Låtlista
1. "Rumble/Spirit of America" (Howard Gray, James Gardner, Noko) – 9:07
2. "Liquid Cool" (Howard Gray, James Gardner, Noko, Trevor Gray) – 12:02
3. "Film Me & Finish Me Off" (Noko, Trevor Gray, Howard Devoto) – 4:45
4. "I Need Something Stronger" (Howard Gray, Noko, Trevor Gray) – 7:34
5. "Pain Is a Close Up" (Howard Gray, Noko, Trevor Gray, Howard Devoto) – 9:58
6. "Omega Point" (Howard Gray, Noko, Trevor Gray, Karl Leiker) – 7:35
7. "(Don’t Fear) The Reaper" (Donald Roeser) – 5:27
8. "Astral America" (Howard Gray, Noko, Trevor Gray, Leonard Bernstein, Stephen Sondheim) – 4:33
9. "Millennium Fever" (Howard Gray, Noko, Trevor Gray) – 5:47
10. "Stealth Requiem" (James Gardner, Noko, Trevor Gray) – 5:35

## Medverkande
Apollo 440
- Howard Gray – keyboard, sampling, programmering
- Trevor Gray – keyboard
- Noko – sång, gitarr
- James Gardner – basgitarr
- MC Stevie Hyper D – rap
- Cliff Hewitt – trummor

Bidragande musiker
- Elizabeth Gray – sång
- Simon Hoare – trummor
- Dee Jacobee – sång
- Heather Lewis – sång

Produktion
- Apollo 440 – musikproducent
- Ian Cooper – mastering
- Carpet Gypsies – foto, design